# Rolling Prairie (Indiana)
Rolling Prairie es un lugar designado por el censo ubicado en el condado de LaPorte en el estado estadounidense de Indiana. En el Censo de 2010 tenía una población de 582 habitantes y una densidad poblacional de 210,4 personas por km².

## Geografía
Rolling Prairie se encuentra ubicado en las coordenadas 41°40′28″N 86°37′12″O / 41.67444, -86.62000. Según la Oficina del Censo de los Estados Unidos, Rolling Prairie tiene una superficie total de 2.77 km², de la cual 2.73 km² corresponden a tierra firme y (1.4%) 0.04 km² es agua.

## Demografía
Según el censo de 2010, había 582 personas residiendo en Rolling Prairie. La densidad de población era de 210,4 hab./km². De los 582 habitantes, Rolling Prairie estaba compuesto por el 98.28% blancos, el 0.34% eran afroamericanos, el 0.17% eran amerindios, el 0.17% eran asiáticos, el 0% eran isleños del Pacífico, el 0.69% eran de otras razas y el 0.34% pertenecían a dos o más razas. Del total de la población el 1.2% eran hispanos o latinos de cualquier raza.